# Neivamyrmex perplexus
Neivamyrmex perplexus är en myrart som beskrevs av Borgmeier 1953. Neivamyrmex perplexus ingår i släktet Neivamyrmex och familjen myror. Inga underarter finns listade i Catalogue of Life.